# Caenobrunettia subditica
Caenobrunettia subditica är en tvåvingeart som beskrevs av Quate och Brown 2004. Caenobrunettia subditica ingår i släktet Caenobrunettia och familjen fjärilsmyggor. Inga underarter finns listade i Catalogue of Life.